# 安部立郎
安部 立郎（あんべ たつろう、1886年2月6日 - 1924年2月29日）は、日本の図書館員、郷土史家。

## 経歴
埼玉県川越市生まれ。1903年埼玉県立川越中学校卒業、1909年早稲田大学政治経済学科卒業。学生時代は外交官志望であった。
中学時代から図書館設立に努め、学生団体の学生同志会を創設すると、1906年に川越市内に同志会図書館を設立した。1913年には川越尋常高等小学校の図書館と合併し、私立川越図書館となり、同図書館の理事に就任した。1918年に町立川越図書館となると司書として勤務し、郷土資料の収集に努め、近世の地誌類を翻刻する川越叢書の刊行にあたった。資料の収集は文献のみならず、考古資料の調査研究にもあたり、考古学会や東京人類学会の会員となったほか、1919年には梅原末治の紹介により史学研究会に入会した。1921年に政治団体の公友会を結成し、同会から1923年2月3日実施の川越市会議員選挙に立候補し、当選。1923年頃には所沢実業学校の教員も務めた。